# Monte Padang
Monte Padang (em indonésio,Gunung Padang) é um sítio megalítico localizado em Karyamukti, Campaka, Regência Cianjur, Java Ocidental, Indonésia, 30 quilômetros a sudoeste da sede da regência ou 8 quilômetros da estação de trem Lampegan. Localizado a 885 metros acima do nível do mar, o local cobre uma colina, que era um vulcão extinto. É formado por uma série de cinco terraços cercados por muros de contenção de pedra que são acessados por 370 degraus de andesitos sucessivos subindo cerca de 95 metros. É coberto com enormes colunas de pedra hexagonal de origem vulcânica. O povo sundanês considera o local sagrado e acredita que foi o resultado da tentativa do rei Siliwangi de construir um palácio em uma noite.

## Local
Monte Padang consiste em uma série de cinco terraços artificiais, um retangular e quatro trapezoidais, dispostos, de um a cinco, em altitudes sucessivamente mais altas. Estes terraços também se tornam sucessivamente menores com a elevação. Sendo o primeiro terraço o mais baixo e maior e o quinto terraço o mais alto e menor. Estes terraços situam-se ao longo de um eixo central e longitudinal Noroeste Sudeste. Esses terraços são plataformas artificiais criadas baixando os pontos altos e preenchendo os pontos baixos até que uma superfície plana fosse alcançada. Os perímetros do terraço consistem em muros de contenção perimetrais formados por colunas poligonais vulcânicas empilhadas horizontalmente e colocadas verticalmente como postes. Este complexo de terraço é acessado por escadas centrais que tem 370 degraus, uma inclinação de 45 graus, e um comprimento de 110 m. 

## História do estudo
O historiador holandês Rogier Verbeek mencionou a existência do Sítio Arqueológico no Monte Padang em seu livro “Oudheden van Java: lijst der voornaamste overblijfselen uit den Hindoetijd op Java”, baseado em uma visita e relatório de M. De Corte em 1890.
As anotações sobre o sítio do Monte Padang no livro de Verbeek são semelhantes às feitas pelo arqueólogo holandês Nicolaas Johannes Krom no Rapporten van de Oudheidkundige Dienst (ROD, "Relatório do Departamento de Antiguidades") de 1914.
Após 1914, este local foi ignorado até 1979, quando um grupo de agricultores locais redescobriu as ruínas do Monte Padang. Esta redescoberta rapidamente atraiu a atenção do Instituto de Arqueologia de Bandung, da Direção de Antiguidades, do PUSPAN (agora Centro de Pesquisa e Desenvolvimento Arqueológico), do governo local e de vários grupos comunitários. Ao longo da década de 1980, essas organizações realizaram pesquisas arqueológicas conjuntas e trabalhos de restauração no Monte Padang. Em 1998, o Ministério da Educação e Cultura da Indonésia declarou-o património de interesse local. No final de junho de 2014, o Ministério da Educação e Cultura declarou o sítio do Monte Padang uma Área de Sítio Nacional, cobrindo um total de 29 hectares.
Essas pesquisas iniciadas em 2014, constataram a existência de estruturas de construção gigantes sob a superfície do monte, além de comprovar a existência de quatro camadas de cultura dos construtores do Monte Padang e da descoberta de vários artefatos feitos pelo homem.

## Estimativa da Idade
O arqueólogo Lutfi Yondri, do Balai Arkeologi (Departamento de Arqueologia) de Bandungue, estimou que as construções do Monte Padang podem ter sido construídas em algum momento entre o século II e o século V d.C., portanto, no período pré-histórico tardio indonésio, enquanto Harry Truman Simanjuntak sugeriu uma data posterior em tempos históricos entre o século VI e o século VIII d.C.. Fragmentos de cerâmica encontrados no local foram datados pelo Balai Arkeologi na faixa de 45 a.C. – 22 d.C.
Em pesquisas controversas apresentadas na AGU 2018 Fall Meeting em Washington, DC, na semana passada, uma equipe de cientistas indonésios apresentou dados para defender seu caso de que Gunung Padang é na verdade o local da estrutura mais antiga conhecida do mundo em forma de pirâmide.